# Niesłuchów
Niesłuchów (ukr. Неслу́хів) – wieś w obwodzie lwowskim, w rejonie lwowskim (wcześniej w rejonie kamioneckim) na Ukrainie.
W II Rzeczypospolitej gmina wiejska. Od 1 sierpnia 1934 r., w ramach reformy scaleniowej stała się częścią gminy Żelechów Wielki w powiecie kamioneckim.

## Położenie
Według Słownika geograficznego Królestwa Polskiego i innych krajów słowiańskich: Niesłuchów to wieś w powiecie Kamionka Strumiłowa, położona 20 km na południowy wschód od Kamionki Strumiłowej.

## Pałac
- klasycystyczny pałac wybudowany przez Andrzeja Dzieduszyckiego. Obiekt otaczał park krajobrazowy[3].